# Tristram Hillier
Tristram Hillier, född 11 april 1905 i Peking, död 18 januari 1983, var en engelsk målare. Han föddes i Kina där hans far arbetade för Hong Kong and Shanghai bank. Han arbetade en kort tid i finanssektorn innan han kom in på Slade School of Fine Art och samtidigt tog kvällskurser på Westminster School of Art, och studerade därefter vid Académie Colarossi i Paris. Han bosatte sig efter detta i södra Frankrike och reste mycket i Europa, i synnerhet i Spanien. Han var medlem i den brittiska modernistgruppen Unit One och hämtade influenser från surrealisterna i Paris och deras inspirationskälla Giorgio de Chirico. Hans målningar utmärkte sig med stor detaljskärpa, mjuka ytor, ovanliga perspektiv och omaka föremål ställda intill varandra. Han målade ofta i tempera. År 1954 kom hans självbiografi Leda and the goose.